# Asow-Flottille
Die Asow-Flottille (russisch Азовская военная флотилия Asowskaja wojennaja flotilija) war eine Flottille der russischen und sowjetischen Marine, die für militärische Operationen auf dem Asowschen Meer vorgesehen war.

## Vorgängerin 1695
Bereits 1695 wurde unter Zar Peter I. die erste Asow-Flotte aufgestellt, die beim zweiten der Asowfeldzüge zur Eroberung Asows beitrug. Ihr erster Befehlshaber war François Le Fort, ihm folgte Admiral Fjodor Golowin mit Unterstützung von Vizeadmiral Cornelius Cruys und Fregattenadmiral Jan van Rees. Nachdem Asow 1712 wieder an die Türken verloren gegangen war, wurde die Asow-Flotte aufgelöst, in der u. a. Vitus Bering von 1704 bis 1724 diente.

## Geschichte
Die Flottille wurde in der Zeit des Russisch-Türkischen Krieges (1768–1774) unter dem Kommando Vizeadmirals A.N. Senjawin gebildet. 1783 wurde sie umformiert und ihre Schiffe gingen in den Bestand der Schwarzmeerflotte über.

### Russischer Bürgerkrieg
Während des Russischen Bürgerkrieges formierte die Bolschewiki im April 1918 die Flottille für den Kampf gegen die Deutschen und die Weißgardisten. Schon Ende Juni wurde der Bestand der Flottille nach Verlust des Küstenstreifens des Asowschen Meeres zerstört und die Mannschaften gingen in die Rote Armee über. Nach der Niederlage Denikins im März 1920 eroberte die Rote Armee die Küste des Asowschen Meeres zurück und in der zukünftigen Basis Mariupol wurde die Flottille unter dem Kommando S.E. Markelows erneut gebildet. In ihren Bestand gingen alle Schiffe ein, die sich in den Häfen des Asowschen Meeres befanden. Lastkähne und Schlepper wurden zu Kriegsschiffen umgebaut. Von September bis November wurde die Flottillenbasis nach Taganrog verlegt und nach kurzer Zeit wieder zurück nach Mariupol. Im Juli 1920 befanden sich im Bestand der Flottille: 
- 3 Minenleger
- 7 Kanonenboote
- 6 Fregatten
- 5 Jagdboote
- 7 schwimmende Batterien

Für Landungsoperationen war eine Division von 4600 Mann abgestellt. Die Aufgaben der Flottille lagen beispielsweise in der Feuerunterstützung der Truppen oder der Errichtung von Minensperren in der Straße von Kertsch. Außerdem spielte sie eine wichtige Rolle bei der Niederschlagung der Truppen General Wrangels. Im April 1921 wurde die Flottille aufgelöst und Mannschaften und Schiffe wurden von der Schwarzmeerflotte übernommen.

### Deutsch-Sowjetischer Krieg

#### Erste Aufstellung
Die Flottille wurde im Juli–August 1941 zur Unterstützung der Truppen der Südfront formiert. Das Hauptquartier wurde Mariupol. Organisatorisch gehörte sie zur Schwarzmeerflotte. Als die Wehrmacht zur Küste des Asowschen Meeres vorstieß, wurde die Flottillenbasis am 8. Oktober 1941 nach Primorsko-Achtarsk und Jeisk verlagert. Im September 1941 wurde die Dongruppe als Teil der Asow-Flottille geschaffen. Ihre Aufgabe lag in der Unterstützung der Fronttruppen im Gebiet Tangora und den Flussniederungen des Dons. Die Gruppe operierte bis zum Juli 1942. Dann wurden ihre Boote nach Jeisk überführt, als Asow und Rostow am Don von deutschen Truppen erobert wurden. Im Juni 1942 befanden sich im Bestand der Flottille: 
- 7 Kanonenboote
- 7 Torpedoschnellboote
- 7 Panzerboote
- 4 Fregatten
- 12 Minensuchboote
- 58 Wachschiffe
- 44 Flugzeuge und 5 Bataillone Marineinfanterie

Die Führung der Nordkaukasischen Front verfügte am 3. Mai 1942 die Bildung der Kubaner Schiffsgruppe, in die die Schiffe der Dongruppe eingingen. Die Basis dieser Gruppe war Krasnodar. Ihre Aufgaben bestanden in der gegnerischen Minenabwehr, Absicherung der Kommunikation auf dem Fluss Kuban, die Unterstützung der Streitkräfte der 47. Armee auf der Taman-Halbinsel, dem Truppentransport über den Fluss Kuban sowie der Unterstützung der 56. Armee in diesem Gebiet.
Nach Einnahme der Flottillenbasen durch die deutschen Truppen wurde am 8. September 1942 auf Befehl des Kommandeurs der Schwarzmeerflotte die Flottille aufgelöst.

#### Zweite Aufstellung
Am 3. Februar 1943 erfolgte auf Befehl Kusnezows die zweite Aufstellung der Asow-Flottille. Das Hauptquartier der Flottille wurde Jeisk. Zu dieser Zeit bestand die Flottille aus:
- 2 Torpedoschnellbooten
- 15 Panzerbooten
- 3 Wachschiffen
- 8 Minensuchbooten

Im Bestand der Flottille wurde die Achtarsker Kampfabteilung gegründet, zu der ein Bataillon Marineinfanterie, eine Schützendivision und vier Flakbatterien gehörten. Der Flottille wurden außerdem 20 Neman R-10, 12 Iljuschin Il-2, eine Fliegerjagdstaffel mit sieben Il-2 und eine Flugaufklärungsstaffel mit fünf Berijew MBR-2 zugeteilt. Die Flottille unterstützte diverse Landungsoperationen, wirkte bei der Befreiung Mariupols und der Taman-Halbinsel mit.
Während der Kertsch-Eltigener Operation setzten Schiffe der Flottille Landungstruppen der 56. Armee nordöstlich von Kertsch ab. Im Januar 1944 erfolgten drei weitere taktische Landungen an der Krimküste. Von November 1943 bis April 1944 erfüllte die Flottille Versorgungsaufgaben der Selbstständigen Küstenarmee im Kertscher Aufmarschgebiet. In der Schlacht um die Krim beförderte sie die Rückwärtigen Kräfte der Armee auf die Krim und setzte Landungstruppen an den Flanken des deutschen Gegners ab.
Im April 1944 wurde aus dem Bestand der Asow-Flottille die Donau-Flottille gebildet.

## Kommandeure

### Russisch-Türkischer Krieg
- Vizeadmiral A.N. Senjawin (1768–1774)

### Russischer Bürgerkrieg
- I.I. Gernstein (April–Juni 1918)
- S.E. Markelow (März–April 1920)
- E.S. Gernet (April–August 1920)
- S.A. Chwitzki (September–November 1920)
- B.L. Dandre (Dezember 1920–April 1921)

### Deutsch-Sowjetischer Krieg
- Kapitän zur See A. P. Alexandrow (Juli–Oktober 1941)
- Konteradmiral S.G. Gorschkow (Oktober 1941–Oktober 1942, Februar 1943–Januar 1944, Februar 1944–April 1944)
- Konteradmiral G. N. Cholostjakow (Januar–Februar 1944)